# Sulejman Pasza

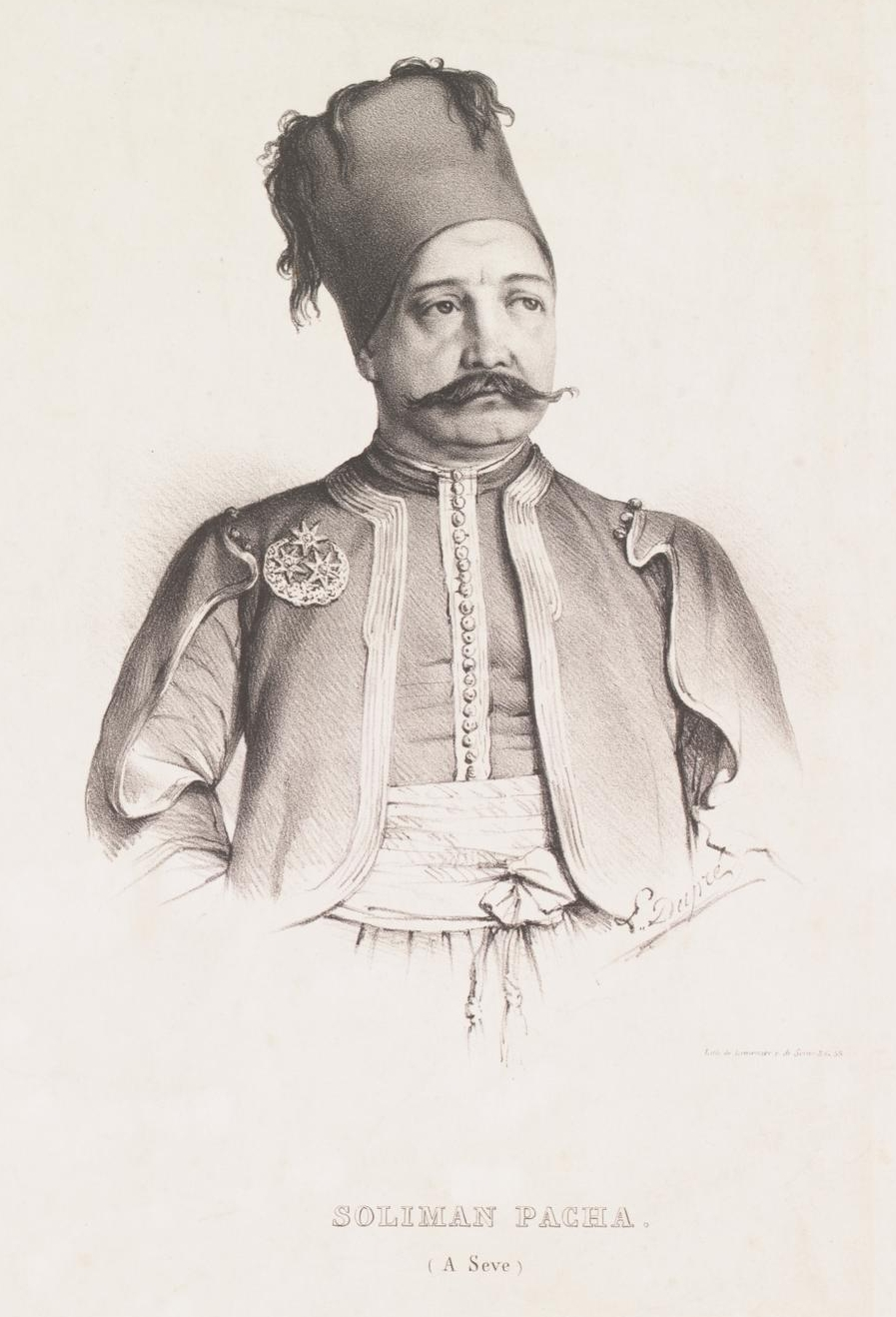
Sulejman Pasza

Sulejman Pasza el Faransawi (Francuz), arabski سليمان باشا الفرنساوي (ur. w lipcu 1788 w Lyonie, zm. 12 marca 1860 roku w Kairze), przed przyjęciem islamu Joseph François Anthelme Seve – oficer w armii Napoleona. 
W wieku 10 lat wstąpił do francuskiej floty, w bitwie pod Trafalgarem został ranny. W 1807 roku po złamaniu dyscypliny został wydalony z marynarki i stał się huzarem. W 1809 roku walcząc przeciw Austrii został znów raniony. Walczył w 1812 roku w Rosji, został znów ranny podczas odwrotu pod Poznaniem. Po bitwie pod Waterloo wydalony z armii.
Po kongresie wiedeńskim przeszedł na islam. W Egipcie został doradcą wojskowym i głównodowodzącym artylerią w armii Muhammada Alego. Miał tak przekształcić wojsko egipskie, by to mogło się równać organizacją, dyscypliną i wyszkoleniem armiom europejskim. Stał na czele oficerskiej szkoły piechoty założonej w Asuanie, do której uczęszczało 1000 kadetów.
W Kairze, w Muzeum Wojskowości, znajduje się jego posąg, a w Lyonie jego popiersie. Jego prawnuczką była królowa Nazli Sabri, żona króla Fuada I, matka króla Faruka. W roku 2003 nadal żyli w Egipcie potomkowie Sulejmana Paszy.